# Föreningen Finlandshjälpen
Föreningen Finlandshjälpen var en svensk förening som anordnade fadderhem åt evakuerade finska barn i samband med vinterkriget 1939-1940.